# 群馬県道29号あら町下室田線
群馬県道29号あら町下室田線（ぐんまけんどう29ごう あらまちしもむろだせん）は、群馬県高崎市あら町から高崎市下室田町を結ぶ県道（主要地方道）である。
以前は高崎榛名線という路線名であったが、高崎市合併に伴い現在の路線名に変更された。

## 概要
高崎市あら町から、高崎市役所前を経て北高崎駅の前を通り、信越本線の踏切を渡って西北西に方向を変え、烏川の北岸を通って下室田町に至る道路である。
全線にわたって「室田街道」の愛称で呼ばれている。また、起点から高崎市高松町（保健福祉事務所前交差点）までは「シンフォニーロード」、高崎市高松町（保健福祉事務所前交差点）から高崎市大橋町（北高崎駅前）までは「渋川街道」、高崎市大橋町（北高崎駅前）から高崎市下小塙町（下小塙町交差点）までは「経大前通り」の愛称が、高崎市によって付与されている。
烏川の南岸を通る国道406号（里見街道）とほぼ並行し、終点の下室田町交差点で合流している。
ほぼ全線を通過するバス路線として、群馬バスの高崎駅 - 経大前 - 本郷 - 室田 - 榛名湖線が走っている（ただし、あら町交差点 - 本町一丁目交差点の間は別経路）。

### 路線データ
- 起点:高崎市あら町
- 終点:高崎市下室田町

## 歴史
- 1959年（昭和34年）9月18日：群馬県より現・道路法に基づき、前身路線にあたる県道下室田高崎線（群馬郡榛名町大字下室田 - 高崎市飯塚本町、整理番号166）として路線認定される[2]。
  - 同時に、前々身路線にあたる旧・県道高崎榛名線（高崎市 - 群馬郡榛名町、整理番号75）が路線廃止される[3]。
- 1983年（昭和58年）1月17日：群馬県より県道路線認定に関する告示（昭和34年群馬県告示第324号）の一部が改正され、下室田高崎線（群馬郡榛名町大字下室田 - 高崎市、整理番号246）から高崎榛名線（高崎市 - 群馬郡榛名町、整理番号58）となる[4]。
- 1993年（平成5年）5月11日：建設省から、県道高崎榛名線が高崎榛名線として主要地方道に指定される[5]。
- 2006年（平成18年）10月1日：路線名が「あら町下室田線」に変更される[6]。

## 路線状況

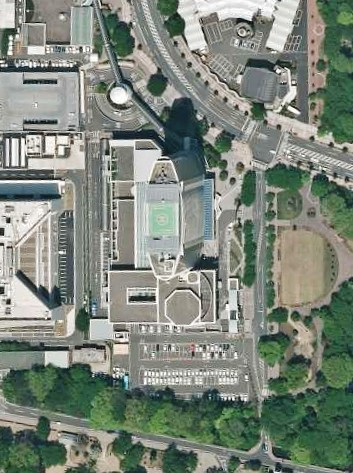
高崎市役所本庁舎・群馬音楽センター付近

### 重複区間
- 国道354号（高崎市本町・本町1交差点 - 高崎市住吉町）
- 群馬県道25号高崎渋川線（高崎市住吉町 - 高崎市大橋町）
- 群馬県道137号箕郷板鼻線（高崎市高浜町・高浜交差点 - 高崎市高浜町・鳥井沢交差点）

## 地理

### 通過する自治体
- 高崎市

### 交差する主な道路
- 群馬県道25号高崎渋川線・群馬県道31号高崎停車場線（高崎市あら町・あらまち交差点、起点）
- 群馬県道49号藤木高崎線（高崎市高松町）
- 国道354号（高崎市本町・本町1交差点）
- 国道354号・群馬県道27号高崎駒形線・群馬県道25号高崎渋川線（高崎市住吉町）
- 群馬県道25号高崎渋川線（高崎市大橋町・北高崎駅前）
- 国道17号 高前バイパス（高崎市上並榎町・上並榎町交差点）
- 高崎市道高崎環状線（高崎市下小塙町・下小塙町交差点）
- 群馬県道26号高崎安中渋川線（高崎市我峰町・我峰町交差点）
- 群馬県道10号前橋安中富岡線（高崎市沖町）
- 群馬県道137号箕郷板鼻線（高崎市高浜町・高浜交差点）
- 群馬県道137号箕郷板鼻線（高崎市高浜町・鳥井沢交差点）
- 群馬県道154号新井下室田線・群馬県道211号安中榛名湖線（高崎市下室田町）
- 国道406号（高崎市下室田町・室田交差点、終点）